# Cnidoscolus souzae
Cnidoscolus souzae är en törelväxtart som beskrevs av Mcvaugh. Cnidoscolus souzae ingår i släktet Cnidoscolus och familjen törelväxter. Inga underarter finns listade i Catalogue of Life.

## Bildgalleri

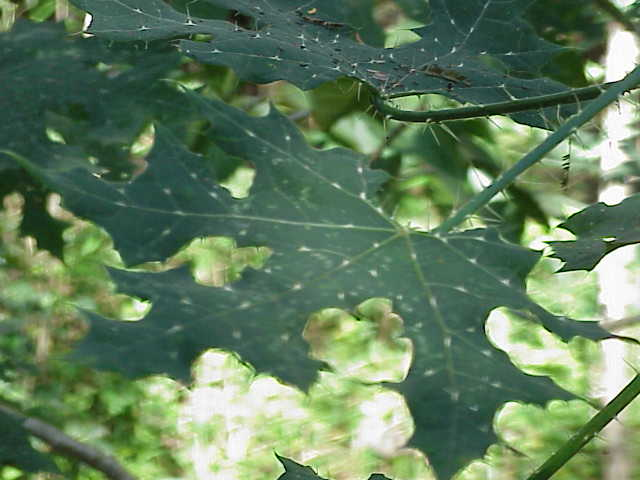
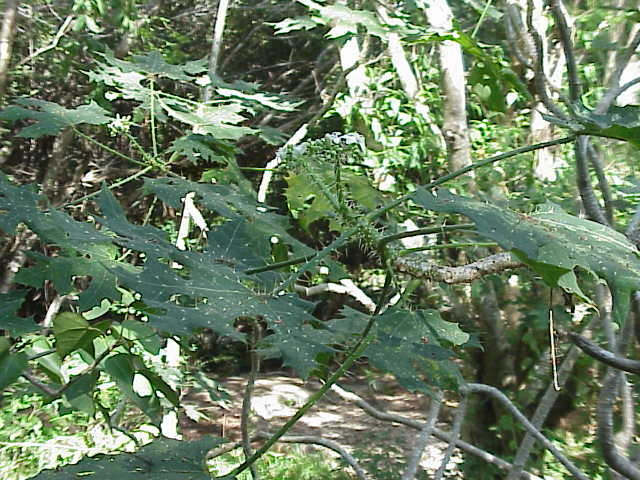
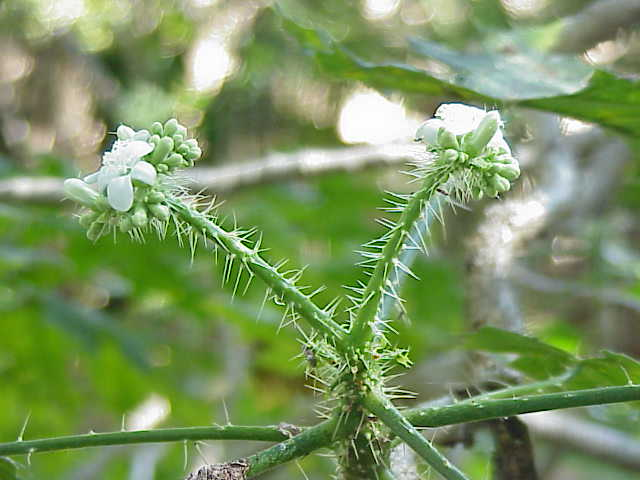